# 石鏡 (明朝)
石鏡（？—17世紀），字可日，福州府福清縣人，南明政治人物。

## 生平
石鏡年幼時父親去世，母親徐氏紡紗賺錢教授他讀書，弱冠後補任侯官諸生。隆武年間他成恩貢，廷試中獲選庶萃士；當時國事不能支撐，別人談及時他都會生氣地說：「我不知道你們怎樣，但我不會屈身受辱，有負所學。」福京失陷，他和徐芳、李長世、楊天宰、柯荔標、陸彥龍、袁繼袞一樣出家為僧，自稱「蜀道人」，每天和別人談忠孝的事情。之後石鏡與僧人幻來、白漁子外遊，走遍山頂水涯；患上腰病無法根治，他說：「這身體應該死了很久。忍耐到今天是為了母親。已經完了。」笑著念誦《南華經》而死。

## 引用
1. 1 2  錢海岳《南明史·卷四十四·列傳第二十》：福京亡，（徐芳）與李長世、楊天宰、石鏡、柯荔標、陸彥龍、袁繼袞皆入山。……鏡，字可日，福清人。隆武時恩貢，廷試庶萃士。國事不支，人或言及，怒髮上指曰：「君輩不敢知，吾不降辱以負所學必矣。」福京亡，歸里為僧，日與人言忠孝事。
2. ↑  《福建通志列傳選·卷六》：石鏡字可日，福清人。幼孤，母徐紡績授鏡書。弱冠，補侯官諸生。唐王入閩，以恩貢生廷試，授翰林院萃士；萃士者，唐王所設官，即庶吉士也。既閩事漸不支，人或言及；鏡怒發上指，告曰：「君輩不敢知，吾不降辱，以負所學必矣！」唐王敗，攜家歸故里江陰；祝發為僧，授徒資朝夕，自稱「蜀道人」。
3. ↑  錢海岳《南明史·卷四十四·列傳第二十》：偕僧幻來、白漁子為方外遊，山頂水涯無不至。偶患腰病不治，曰：「此身應死久矣。隱忍至今者，以老母故耳。今已矣。」笑誦南華經而卒。